# Банда Ольсена-молодшого: Рок зірки
«Банда Ольсена-молодшого: Рок зірки» — кінофільм режисера Арні Ліндтнер Несс, що вийшов на екрани в 2004 році.

## Зміст
Живучи в дитбудинку, малюк Егон Ольсен, звичайно ж, мріє про багатство і світової слави. Разом зі своїми товаришами він організовує групу «Динаміт» і виграє на музичному конкурсі головний приз - непогану суму грошей. Легендарний, але жадібний менеджер по імені Поп-Йохансен обіцяє зробити хлопців знаменитими, а для цього їм потрібно всього лише внести внесок ... Ну і в підсумку, роздобувши гроші, злодій ховається. І тепер банді Ольсена належить повернути свій гонорар і, звичайно ж, покарати лиходія!

## Ролі
| Актор                    | Роль |
| ------------------------ | ---- |
| Aksel Storen Aschjem     | -    |
| Thomas Engeset           | -    |
| Lars Berteig Andersen    | -    |
| Якоб Скейен Андерсен     | -    |
| Julia Charlotte Geitvik  | -    |
| Karoline Aagaard Gamlund | -    |
| Тур Міхаель Омодт        | -    |
| Бьорн Алекс Олсен        | -    |
| Halvor Borgen Lindstad   | -    |
| Тронд Бренне             | -    |

## Знімальна група
- Режисер — Арні Ліндтнер Несс
- Сценарист — Арні Ліндтнер Несс
- Продюсер — Rune H. Trondsen, Кім Магнуссон, Else-Marie Stolt-Nielsen
- Композитор — Бент Фабрісіус-Бьерреё